# Okapi
Okapi (Okapia johnstoni) je nejbližší příbuzný žiraf. Jeho přirozeným prostředím jsou deštné pralesy okolo řeky Kongo v severovýchodní části Demokratické republiky Kongo. Byl znám jen domorodcům až do roku 1901, díky této zvláštnosti si ho za svůj emblém vybrala Mezinárodní kryptozoologická společnost.
Druhové jméno (johnstoni) pochází od cestovatele Sira Harryho Johnstona, který vedl expedici do pralesa Ituri, při které se poprvé povedlo odchytit živý exemplář okapi. Okapi je také posledním pozůstatkem třetihorních žiraf, díky čemuž je takřka typickou „živoucí fosilií“.

## Stavba těla
- Délka těla: 2–2,5 m
- Výška: 1,5–2 m (v kohoutku)
- Váha: 200–250 kg

### Hlava
Hlava je dlouhá s růžky, které rostou od jednoho roku do pěti let věku. Mají je pouze samci a jsou dlouhé 10–15 cm. Flexibilní jazyk, dlouhý až 30 cm, používají pro oškubávání listů a pupenů ze stromů. Jeho základní barva je hnědá, u samic a mláďat rudohnědá, u samců spíše černohnědá. Také si jím čistí oči a uši. Je to jediný savec, který si může lízat vlastní uši. Mají totiž velké uši, které jim pomohou odhalit jejich predátora, levharta.

### Nohy
Nohy má hnědo-bíle pruhované, podobně jako zebra. Každá okapi má unikátní vzor pruhů. Někteří jedinci mají na kolenou bílé tečky. Zadní nohy jsou bílé od nártů po kolena. Od kolen nahoru pokračují hnědo-bílé pruhy až ke kyčlím. Tyto pruhy slouží jako maskování, ale také jako orientační bod pro mláďata, aby se v lese neztratila.

### Kopyta
Kopyta jsou namodralá, kulatého tvaru, vepředu mírně špičatá a mají dva prsty (člen rodiny Artiodactyla). Zadní jsou o trochu menší než přední. Délka kopyta dospělé okapi měří 7–10 cm v průměru. Vzhledem připomínají kopyta žirafy nebo antilopy.

### Ocas
Ocas je hnědý a bez pruhů s malým chomáčem černých chlupů na konci, dosahující hlezna. V případě nutnosti ho mláďata používají jako komunikační prostředek. Telata často švihají ocasem, když jsou rozrušená anebo když je matka kojí.

### Rozdíly
Samice jsou v průměru o 4,2 cm vyšší než samci a nemají růžky. Mohou mít načervenalou srst.

## Rozmnožování, mláďata
Ve volné přírodě se okapi vyskytuje samostatně (počet zvířat se odhaduje cca jedno zvíře na 2 km2). S ostatními zvířaty se setkává pouze pro páření. Mohou se pářit až několikrát za hodinu.
Námluvy začínají kroužením kolem sebe, očicháváním a olizováním. Nakonec samci, aby dokázali svoji velikost a dominanci, natahují krk. Po páření se samec a samice opět rozdělí. Doba březosti trvá v rozmezí 425 až 457 dnů. Poté samice okapi odejde do hustého lesa, kde porodí mládě. Samice rodí vždy jen jedno mládě. To při narození váží 14–30 kg a je schopné již po 30 minutách se postavit na své vlastní nohy.
Mládě první den svého života zkoumá po boku své matky prostředí. Poté si najde hnízdo, ve kterém bude chráněno před predátory, a ve kterém bude nehybně ležet, což napomáhá rychlejšímu růstu. Matky velmi rázně chrání svá mláďata. Nepřítele varují dupáním předních nohou.
Mládě je odstaveno po půl roce, někdy i po roce.

## Rozšíření
Přirozeným prostředím pro okapi jsou deštné pralesy okolo řeky Kongo v severovýchodní části Demokratické republiky Kongo.
Jednou byla okapi spatřena i v 1450 m na Mt. Hoyo v Ituri.
Okapi nejsou označeny jako ohrožený druh, přesto jsou však omezovány ničením jejich obytného prostoru a pytlačením. Podle odhadů žije v současnosti v pralesích Konga 5 000–20 000 kusů.

## Pohyb, aktivita, smysly a zvukové projevy
Okapi je mimochodník. Je aktivní hlavně ve dne, kdy chodí prošlapanými cestičkami v džungli. Při hledání partnera spoléhá na vyvinutý čich.
Jsou to tichá zvířata, která nevydávají příliš mnoho zvuků. V říji vydávají zvuky podobné kašli. Mláďata vydávají více zvuků než dospělí jedinci; pískají a mečí. Vydávání těchto zvuků se zvyšuje, když je mládě samo s matkou. Samice, která přichází z pastvy, hledá mládě podle zvuků pod prahem lidské slyšitelnosti 12–30 Hz.
Okapi nemají příliš dobrý zrak.

## Potrava
Okapi se živí listy, pupeny, ale také dřevinami (živí se více než 100 druhy dřevin). Mohou se živit i kapradinami, houbami nebo plody.
V zajetí jsou krmeny vrbou jívou, která obsahuje málo kyseliny salicylové. Úzkolisté vrby jí obsahují až desetkrát více, což pro okapi není vhodné. Kyselina ničí zubní sklovinu těchto zvířat.
Při výběru krmné zeleniny je třeba mít na zřeteli náchylnost okapi k cukrovce. Vhodné je krmivo s malým obsahem cukru; čekankové puky, fenykl, červená řepa, rajče jedlé, papriky, jablka a banány.

## Okapi v zoologických zahradách
Po objevení v roce 1901 začaly zoologické zahrady usilovat o získání okapi. Většina zvířat však při převozu vlakem či lodí zahynula, protože jsou velmi citlivá na změnu prostředí.
První okapi narozenou v zajetí se mohli pochlubit v ZOO Brookfield v Illinois, až v roce 1959. Nyní se přepravují letecky, což je pro ně mnohem přijatelnější.
Okapi jsou v současnosti v zoologických zahradách Evropy a Severní Ameriky poměrně běžným zvířetem, právě proto, že po jejich náhlém objevení mnohé zahrady usilovaly a dosud usilují o chov tohoto jedinečného zvířete. V Americe je například v zoo v San Diegu, Los Angeles nebo v Ohiu.
Ze střední Evropy vlastní okapi pouze zoo ve Dvoře Králové nad Labem, která je i v letech 2009 a 2011 rozmnožila, a zoo v polské Vratislavi.